# Königs Wusterhausen
Königs Wusterhausen là một thành phố ở huyện Dahme-Spreewald, bang Brandenburg của Đức.
Thành phố này nằm bên kênh đào Notte và sông Dahme về phía đông nam Berlin. Xa hơn về phía Tây là Potsdam.